# Зґвалтування в грецькій міфології
Зґвалтування в грецькій міфології є поширеним мотивом. Боротьба чи втеча від сексуальних атак є одним із найпопулярніших мотивів класичної міфології. 
Це може бути напад богів на смертних, смертних на інших смертних, а рідше — напад смертних на богів (наприклад, Іксіона на Геру) і богів на інших богів (Посейдон і Деметра, Гефест і Афіна). Інші надприродні істоти, такі як сатири та кентаври, часто зображувалися нападаючими на німф і дів. Грецька міфологія зображує жінок вразливими до нападу, здатними втекти лише через смерть або метаморфозу, як Дафна, яка стає лавровим деревом. Наслідком втечі від сексуального насильства є інший вид впливу на тіло, втрата людської форми: жінки, які пережили сексуальне насильство, вагітніють, а коли ґвалтівниками стають боги, народжують дитину-героя.

## Тло
Культурний розвиток V століття до нашої ери, який називають Золотим віком Афін, породив багатство мистецтва та драматургії. Фрома Цейтлін пише:
«Треба також пам'ятати, що грецька культура — це культура, в якій міфічне вже є проблематичною категорією при зіткненні з іншими способами осягнення реальності. Зрештою, статус міфічних історій про викрадення та зґвалтування жінок як основоположних подій у людській культурі (наприклад, викрадення Єлени як причина Троянської війни) або як дій, скоєних самими богами, яким поклоняються як релігійним силам, спантеличує, бентежить і скандалить почуття самих греків, щойно на ці оповіді спрямовується скептичний або етичний погляд».
У вірші «Ода про грецьку урну» Кітс пише: ''Що це за люди чи боги? Що за спрага до дівчат? Що за божевільна гонитва? Що за боротьба за втечу?''.

## Театр
У грецькій драмі зґвалтування і зваблення іноді неоднозначні. Єлену зі Спарти Паріс іноді ґвалтує, а іноді спокушає. Деталі залежать від драматурга. Сцена в «Іфігенії в Авліді» (Евріпід), що відбувається перед Троянською війною, намагається узагальнити зґвалтування Єлени, представивши його як зґвалтування всіх жінок, на підтримку загальноеллінської концепції греків проти варварів. Єлена стає символом усіх грецьких жінок, яких необхідно захистити від варварів-ґвалтівників.

Евріпід у своїх п'єсах приділяє увагу жінкам як жертвам війни. Клітемнестра, яку зазвичай зображують злою, олюднена і певною мірою виправдана, коли вона звертається до свого чоловіка в «Іфігенії в Авліді»:
«Ви одружили мене проти моєї волі і взяли мене силою, убивши мого чоловіка; Моє немовля ти кинув на землю, відірвавши його від моїх грудей».
Кассандра зображена на сцені в «Агамемнона» як переможена троянка, зґвалтована під час падіння Трої, одягнена у варварський костюм. Клітемнестра коментує її варварську мову, порівнюючи її з ластівкою, можливе посилання на Прокну, чий чоловік Терей зґвалтував її сестру Філомелу та відірвав їй язик. Сестри в помсту вбили сина Прокни, а Прокна стала соловейком, чия пісня звучала як ім'я її вбитого сина (Ітіс). Есхіл проводить інші порівняння між Кассандрою та Прокною пізніше у п'єсі.
Драма, створена в епоху Золотого віку Афін, «Прохачі» Есхіла починається з 50 жіночих нащадків Іо (яка була зґвалтована Зевсом), які змушені одружитися проти власної волі та були зґвалтовані. Напередодні весілля вони вбивають своїх чоловіків.
У п'єсі Евріпіда «Іпполіт» Федра, мачуха Іпполіта, помилково звинувачує головного героя в зґвалтуванні. Іпполіт, син Іпполіти та Тесея, раніше оголосив про свою відмову від Афродіти та гетеросексуального способу життя, заявивши про зв'язок з Артемідою та заявляючи, що залишатиметься цнотливим і не візьме на себе тягар правління. Після фальшивих звинувачень Федри батько Іполита висилає його і благає Посейдона вбити його сина.

## Зображення в мистецтві
У V столітті до нашої ери в місті Афіни, щойно звільненому від тирана Пісістрата завдяки реформам Клісфена, червонофігурна кераміка була останньою тенденцією в керамічному мистецтві. У чорнофігурній кераміці ранніх часів боги були глядачами сцен між сатирами та менадами на діонісійських вазах або між героями та їхніми жінками. Кераміка з аттичними червоними фігурами є першими відомими зображеннями богів, які нападають на смертних жінок, показуючи бога, який переслідує жінку з однією витягнутою рукою, тримаючи фалічний символ в іншій, або якимось іншим чином ловить жінок і хапає її. Жінок зображують шокованими, наляканими, з піднятими руками на знак опору чи самозахисту та зазвичай намагаються втекти. Батьків часто показують на троні, але вони не можуть заступитися, щоб запобігти зґвалтуванням. Таке зображення зґвалтування утвердилося в народній культурі Афін до кінця періоду, відомого як «Золотий вік Афін».

## Парфеної
У грецькій традиції Афіна носила титул Партенос. Пов'язані міфи про партеноїд, святих дів, присвячених Афіні, розповідають про те, як її жриці займаються hieros gamos — статеві акти з богами, а також про образи Афіни та покарання жриць.
Деякі з міфів про партеноїд стосуються жінок, які відкидають традиційну роль жінок і залишаються безшлюбними за власним бажанням (anumpheutos), полюючи з Артемідою замість участі в ойкосі. Поза контролем чоловіків, ці жінки також позбавлені чоловічого захисту, і їх переслідують боги для сексу.
Зміна статусу після зґвалтування (або спроби зґвалтування) є безповоротною, і parthenos певним чином змінюється від свого існування до нападу. Дафна — партенос, яка хотіла стати мисливицею разом з Артемідою, залишаючись неодруженою та відкидаючи типово жіноче начало. Побачена Аполлоном, який жадає і переслідує її, Дафна втікає від нього, лише перетворюючись на лаврове дерево. Діоніс переслідував Ауру, іншу партеноїду та мисливицю, відому тим, що бігала. Аура випереджає бога, але пізніше, випивши води, яку він перетворив на вино, вона стає п'яною і її ґвалтують, коли вона засинає. Народивши близнюків, Аура вбиває і з'їдає одного, і збирається з'їсти іншого, коли Артеміда заступається. Кидаючись у річку, Аура перетворюється на потік.

## Зґвалтування Персефони
Гомерівський гімн Деметрі є найдавнішою відомою та найповнішою та значною версією міфу про Персефону. Гомер описує Персефону як талеру (шлюбну, дозрілу) і каже, що вона є однією з батикольпос (глибокогрудих) Океанід. Вона цнотлива, яка збирає квіти з дівчатами Океанід, коли її травматично виривають зі світу її дитинства та викрадають у підземний світ, б'ючи ногами та кричачи. З гімну:
Я співаю про Деметру, вона з прекрасним волоссям, божество, гідне поклоніння

І про іншу, її тонкоруку дочку, яку викрав Ейдоней

викрав Айдоней, і яку йому дав Зевс, голосний і далекозвучний.

Далека від Деметри, що має золоту зброю, вона від чудового плоду,

Коли вона гралася з глибокогрудими дівчатами Океану:

Збирала квіти, троянди, крокуси і прекрасні фіалки.

На лагідному лузі ірис і гіацинт,

І нарцис, який Гея, виконуючи задум Зевса для Аїда.

Послала як приманку для рум'яної дівиці.